# Beyond the dream
Beyond the dream is een studioalbum van Steve Jolliffe. Het album is grotendeels opgenomen in de privégeluidsstudio van Jolliffe. De basis van de muziek is nog steeds elektronische muziek met af en toe new agelandschappen, maar opener Captains of fate klinkt als een Alan Parsons Project-lied. Andere liedjes hebben ook een liedgerichte opbouw, terwijl ze instrumentaal zijn.

## Musici
- John Jolliffe – toetsinstrumenten, elektronische slagwerk, 2e zangstem
- Steve Jolliffe – altsaxofoon, tenorsaxofoon, dwarsfluit, toetsinstrumenten, zang
- Richard Farrelly – gitaar

John Jolliffe is de broer van Steve; John bracht een elpee en twee singles uit op Rocket Records. Later specialiseerde hij zich in muziek voor kinderen onder de noemer Cheeky Monkey Show/Cheeke Monkey Man.

## Muziek
| Nr. | Titel                  | Duur |
| --- | ---------------------- | ---- |
| 1.  | Captains of fate       | 4:52 |
| 2.  | Two towers             | 3:56 |
| 3.  | Path of the strong     | 5;15 |
| 4.  | Goddess of fortune     | 4:01 |
| 5.  | Paragon                | 2:11 |
| 6.  | Madman                 | 6:29 |
| 7.  | Dance with me          | 2:53 |
| 8.  | Child of the sea       | 5:46 |
| 9.  | Love won’t stand still | 5:01 |
| 10. | Cascade                | 3:47 |